# Markus Heikkinen
Markus Heikkinen (Katrineholm, Suécia, 13 de outubro de 1978) é um futebolista finlandês que já atuou no Oulun Palloseura, Turun Palloseura, MYPA, HJK Helsinki, Portsmouth FC, Aberdeen FC, Luton Town, Rapid Wien, e na Seleção Finlandesa de Futebol.

## Títulos
- Campeonato Finlandês (1): 2002
- Copa da Finlândia (1): 2000
- Campeonato Austríaco (1): 2008